# Plunjervering

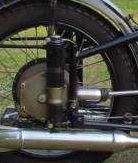
Toen BMW in 1938 deze plunjervering toepaste, was achtervering op motorfietsen nog geen gemeengoed

Plunjervering was de eerste redelijk werkende vorm van achtervering voor motorfietsen.
Voor de constructie van plunjervering hoefde het frame nauwelijks gewijzigd te worden. Er komt bijvoorbeeld geen swingarm achtervork aan te pas. Bij plunjervering werden de achterste schokdempers aan het frame bevestigd, terwijl alleen het wiel een veerbeweging maakte.